# تيد جي. لاند
تيد جي. لاند هو سياسي أمريكي، ولد في 22 أغسطس 1936 في ميامي في الولايات المتحدة، وتوفي في 31 مارس 2018 في كولومبوس في الولايات المتحدة. نشط حزبياً في الحزب الجمهوري. وقد انتخب عضو مجلس ولاية جورجيا ‏.